# Patna (stato)
Lo Stato di Patna (talvolta indicato come Patnagarh) fu uno stato principesco del subcontinente indiano, avente per capitale la città di Balangir.

## Storia
Lo stato di Patna, per quanto di fondazione quasi millenaria, sino al 1947 non fu parte dell'India britannica ma era soggetto alla sovranità della corona britannica, tra gli stati dell'agenzia di Orissa.
Nel 1947, all'epoca dell'indipendenza indiana, il maharaja di Patna non entrò da subito a far parte dell'Unione Indiana, rimandando il tutto al 1948. Attualmente lo stato corrisponde pressappoco ai confini del distretto di Balangir. 
L'ultimo regnante di Patna, Rajendra Narayan Singh Deo, si rilanciò alla fine della monarchia e venne eletto come politico, sino a divenire primo ministro a Orissa dall'8 marzo 1967 al 9 gennaio 1971.

## Governanti
I regnanti locali appartenevano alla dinastia Chauhan e avevano il titolo di Maharaja.

### Maharaja
- 1685 - 1762                Raisingh Deo
- 1762 - 1765                Prithviraj Deo
- 1765 - 1820                Ramchandra Singh Deo I
- 1820 - 1848                Bhupal Singh Deo
- 1848 - agosto 1866            Hiravajra Singh Deo                (m. 1866)
- 1866 - 1878                Pratap Singh Deo                   (n. 1844 - m. 1878)
- 25 novembre 1878 - 1895         Ramchandra Singh Deo II            (n. 1872 - m. 1895)
- 1895 - 1910                Lal Dalganjan Singh Deo            (n. 1830 - m. 19..)
- 1910 - 1924                Prithviraj Singh                   (n. 1890 - m. 1924)
- 1924 - 15 agosto 1947          Rajendra Narayan Singh Deo         (n. 1912 - m. 1975)

Dopo l'indipendenza, i capi della casata continuarono come segue:
- Rajendra Narayan Singh Deo
- Rajraj Singh Deo
- Kanak Vardhan Singh Deo